# 尤寧戴爾
尤寧戴爾是位於紐約州納蘇郡亨普斯特德鎮內，紐約市郊的長島上的一個普查規定居民點。在2010年美國人口普查中的統計人口為24,759人。

## 地理概況
尤寧戴爾位於 40°42′11″N 73°35′28″W / 40.70306°N 73.59111°W（40.703097, -73.591070）。
根據美國人口普查局的統計，尤寧戴爾總面積為2.7平方英里（7.0平方），全為陸域。周圍的村莊有亨普斯特德、洛斯沃特和伏利波特。